# Kraczewice Rządowe
Kraczewice Rządowe – wieś w Polsce położona w województwie lubelskim, w powiecie opolskim, w gminie Poniatowa.
W latach 1975–1998 miejscowość administracyjnie należała do ówczesnego województwa lubelskiego.
Wieś stanowi sołectwo w gminie Poniatowa. Według Narodowego Spisu Powszechnego z roku 2011 wieś liczyła 348 mieszkańców.

## Historia
Wieś wyodrębniona z obszaru Kraczewic (dawniej Pankraczowic) w pierwszej ćwierci XX wieku. W roku 1905 Kraczewice to wieś, dwie kolonie, folwark i Kraczewice Rządowe wieś (Sprawocznaja Księga Guberni lubelskiej 453). Spis z 1921 roku pokazuje dwie wsie Kraczewice Prywatne i Kraczewice Rządowe oraz Kraczewice folwark. W 1960 r. występują Kraczewice Prywatne i Kraczewice Rządowe dwie wsie i Kraczewice kolonia. Od 1970 r. funkcjonują wsie Kraczewice Prywatne, których częścią jest Kraczewice Kolonia oraz Kraczewice Rządowe.
We wrześniu 1939 stacjonowały tu 121. i 122. eskadry myśliwskie.
1 grudnia 1979 część Kraczewic Rządowych (12,90 ha) włączono do Poniatowej.